# Dundocera
Dundocera is een geslacht van spinnen uit de  familie van de Ochyroceratidae.

## Soorten
- Dundocera angolana (Machado, 1951)
- Dundocera fagei Machado, 1951
- Dundocera gabelensis (Machado, 1951)